# موکا کامیشیرایشی
موکا کامیشیرایشی (انگلیسی: Moka Kamishiraishi؛ زادهٔ ۲۸ فوریهٔ ۲۰۰۰) بازیگر، خواننده، و صداپیشه اهل ژاپن است. وی از سال ۲۰۱۱ میلادی تاکنون مشغول فعالیت بوده است. او خواهر کوچکتر مونه کامیشیرایشی است.